# باستر هاردينغ
باستر هاردينغ هو عازف جاز وعازف بيانو وملحن كندي، ولد في 19 مارس 1917 في أونتاريو في كندا، وتوفي في 14 نوفمبر 1965 في نيويورك في الولايات المتحدة.

## وصلات خارجية
- باستر هاردينغ على موقع IMDb (الإنجليزية)
- باستر هاردينغ على موقع ميوزك برينز (الإنجليزية)
- باستر هاردينغ على موقع أول ميوزيك (الإنجليزية)
- باستر هاردينغ على موقع ديسكوغز (الإنجليزية)